# Список умерших в 1928 году
В этой статье представлен список известных людей, умерших в 1928 году.
- См. также: Категория:Умершие в 1928 году

## Январь
- 1 января — Василий Ляскоронский (68) — украинский историк, археолог, нумизмат, этнограф, писатель.
- 6 января — Карл Динер (65) — профессор палеонтологии Венского университета.
- 6 января — Иннокентий (Беда) — святой Русской церкви.
- 6 января — Элвин Крэнцлайн — американский легкоатлет, четырёхкратный чемпион летних Олимпийских игр 1900.
- 7 января — Альбер-Шарль Лебур (78) — французский художник-пейзажист.
- 11 января — Томас Харди (87) — английский романист, новеллист и поэт.
- 16 января — Анастасия Вербицкая (66) — русский прозаик.
- 16 января — Йоргис Земитанс (54) — офицер русской и латвийской армии.
- 19 января — Эдгар Равенсвуд Уэйт (61) — британский и австралийский биолог.
- 26 января — Александр Герц — польский деятель культуры, кинорежиссер и сценарист. Основатель первой польской киностудии «Sfinks».

## Февраль
- 4 февраля — Хендрик Лоренц (74), нидерландский физик-теоретик, лауреат Нобелевской премии по физике (1902, совместно с Питером Зееманом) и других наград, член Нидерландской королевской академии наук (1881), ряда иностранных академий наук и научных обществ.
- 8 февраля — Леонтий Бенуа (71) — российский архитектор, заслуженный деятель искусств Республики (1927).
- 12 февраля — Манфред фон Клари унд Альдринген (75) — австро-венгерский государственный деятель.

## Март
- 2 марта — Виктор Гошкевич — российский учёный-историк, Герой Труда.
- 7 марта — Евгений Беренс (51) — начальник Морского генерального штаба;командующий Рабоче-Крестьянским Красным флотом.
- 8 марта — Пётр Кречевский (48) — председатель Рады Белорусской Народной Республики.
- 12 марта — Мария Ермолова (74) — русская актриса, Заслуженная артистка Императорских театров (1902).
- 13 марта — Франц Рубо (71) — русский художник-панорамист.
- 14 марта — Николай Максимович — российский инженер-гидротехник.
- 21 марта — Филипп Чирко (68) — украинский живописец.
- 24 марта — Вильгельм фон Урах (63) — немецкий принц из рода фон Урах, провозглашённый королём Литовского королевства под именем Миндаугаса или Миндовга II.
- 24 марта — Антон Сорокин (43) — русский писатель.

## Апрель
- 3 апреля — Борис Модзалевский (53) — генеалог, библиограф, редактор, литературовед-пушкинист, историк русской литературы, публикатор и комментатор сочинений А. С. Пушкина, член-корреспондент РАН.
- 8 апреля — Кристал Морберг (83) — латышский архитектор и меценат.
- 10 апреля — Иосиф Шебор (81) — филолог-классик, латинист, славист.
- 13 апреля — Финеес Малецкий — учёный, учитель, настоятель и народный деятель литовских караимов.
- 15 апреля — Александр Меллер-Закомельский (83) — барон, русский военный и государственный деятель, член Государственного Совета, генерал от инфантерии.
- 16 апреля — Павел Аксельрод — российский социал-демократ.
- 17 апреля — Чарльз Ченери (78) — английский футболист.
- 18 апреля — Александр Люткевич — российский офтальмолог, глазной микрохирург.
- 21 апреля — Василий Омелянский (61) — учёный-микробиолог.
- 25 апреля — Пётр Врангель (49) — русский военачальник, участник Русско-японской и Первой мировой войн, один из главных руководителей (1918−1920) Белого движения в годы Гражданской войны; предположительно, отравлен.

## Май
- 7 мая — Александр Спендиаров (56) — армянский композитор и дирижёр, народный артист Армянской ССР (1926).
- 8 мая — Александр Цюрупа (57) — советский государственный и партийный деятель.
- 9 мая — Вели Ибраимов (38) — советский политический деятель, председатель ЦИК Крымской АССР (1924-1928).
- 19 мая — Макс Шелер (53) — немецкий философ и социолог, один из основоположников философской антропологии.
- 22 мая — Иннокентий (Ястребов) (60) — архиепископ Астраханский. Деятель Русской православной церкви.

## Июнь
- 5 июня — Нико Николадзе (85) — грузинский публицист, прозападный просветитель и общественный деятель.
- 7 июня — Алексей Гегечкори (40) — советский государственный и партийный деятель, участник революционного движения на Кавказе; самоубийство.
- 7 июня — Людмила Малинаускайте-Эгле (64) — литовская поэтесса.
- 16 июня — Эдвард Войнилович (80) — белорусский политический и общественный деятель.
- 18 июня — Руаль Амундсен (55) — норвежский полярный путешественник и исследователь; погиб во время поисков экспедиции Умберто Нобиле, дата смерти установлена приблизительно.
- 23 июня — Константин Пекшенс (69) — один из крупнейших латышских зодчих.

## Июль
- 7 июля — Александр Апухтин (66) — русский военачальник, генерал-лейтенант, участник русско-японской и Первой мировой войн.
- 7 июля — Константин Зворыкин (67) — инженер-технолог в области технологии металлов.
- 8 июля — Феофил Яновский (68) — российский и украинский терапевт.
- 11 июля — Николай Волкович (69) — украинский хирург.
- 25 июля — Виктор Барабаш (72) — польский дирижёр и музыкальный педагог.
- 25 июля — Джейн Сазерленд (74) — австралийская художница-пейзажист.
- 26 июля — Валентин Фельдман (64) — архитектор и художник-акварелист.
- 29 июля — Борис Фармаковский (58) — историк искусства и археолог.

## Август
- 3 августа — Михаил Рейснер (60) — российский учёный-юрист, публицист, социопсихолог и историк.
- 7 августа — Александр Гедеоновский — российский политический деятель, народоволец, член партии «Народное право», один из создателей партии социалистов-революционеров.
- 23 августа — Тадеуш Ростворовский (68) — граф, российский и польский архитектор и художник польского происхождения.
- 24 августа — Константин Поссе (80) — русский математик, специалист в области математического анализа.
- 27 августа — Эмиль-Мари Файоль (76) — государственный и военный деятель Франции. Маршал Франции.

## Сентябрь
- 4 сентября — Гавриил Танфильев (71) — русский и советский ботаник, почвовед и географ.
- 6 сентября — Билл Скотти (53), южноафриканский игрок в регби.
- 17 сентября — Пётр Сушкин (60) — зоолог.
- 25 сентября — Ричард Аутколт (65) — американский художник и автор комиксов.
- 29 сентября — Григорий Россолимо (67) — русский и советский невропатолог и дефектолог.

## Октябрь
- 5 октября — Александр Кугель (64) — российский театральный критик, создатель театра «Кривое зеркало».
- 13 октября — Мария Фёдоровна (80) — российская императрица, супруга Александра III (с 28 октября 1866), мать императора Николая II.
- 22 октября — Эндрю Фишер (66) — австралийский государственный деятель, премьер-министр Австралии.
- 30 октября — Владимир Грум-Гржимайло (64) — российский и советский изобретатель, инженер-металлург, педагог и организатор производства.
- 30 октября — Бейниш Михалевич — польский активист Бунда, еврейский писатель и педагог.

## Ноябрь
- 6 ноября — Зиновий Соловьёв (52) — врач, один из организаторов советского здравоохранения, заместитель Наркома здравоохранения РСФСР.
- 11 ноября — Ойген Грюнберг — австрийско-американский скрипач.
- 19 ноября — Анатолий Дуров (41) — артист цирка, клоун-сатирик и дрессировщик.
- 21 ноября — Герман Зудерман (71) — немецкий беллетрист и драматург.
- 28 ноября — Ричард Хайнд (69) — австралийский маркшейдер и ботаник.
- 29 ноября — Николай Гайдуков (54) — советский ботаник-альголог.

## Декабрь
- 1 декабря — Юзев Лукашевич (65) — участник русского революционного движения, польский геолог.
- 2 декабря — Холлам Теннисон (47) — британский государственный деятель, генерал-губернатор Австралии (1903-1904).
- 3 декабря — Дмитрий Голицын (68) — русский государственный деятель, писатель, общественный деятель.
- 3 декабря — Параскева Топловская — преподобная, православная святая, игумения Топловского женского монастыря.
- 5 декабря — Елизавета Дмитриева (41) — русская поэтесса, более известная под литературным псевдонимом-мистификацией Черубина де Габриак.
- 7 декабря — Джеймс Уитбред Ли Глейшер (80) — английский математик и астроном.
- 10 декабря — Александр Вилинский (56) — украинский общественно-политический деятель.
- 12 декабря — Рашель Хин (65) — русская писательница, драматург.
- 16 декабря — Бачана Разикашвили (62) — грузинский писатель и поэт XIX века, младший брат Важа-Пшавела.
- 17 декабря — Юлий Айхенвальд (56) — русский литературный критик.
- 17 декабря — Ойген Герцог (63) — австрийский языковед, специалист по романской филологии.
- 19 декабря — Ефим Зубашев (67) — русский химик-технолог, общественный и государственный деятель.
- 21 декабря — Владислав Шайноха (71) — польский ученый-геолог и палеонтолог.
- 24 декабря — Аркадий Кошко — русский криминалист и сыщик.
- 28 декабря — Георгий Якулов (44) — русский художник, авангардист.
- 29 декабря — Эйлиф Петерссен (76) — норвежский художник.
- 30 декабря — Михаил Первухин (58) — русский прозаик и журналист.